# Provincia de Brabante
La provincia de Brabante fue una provincia de Bélgica desde 1830 hasta 1995. Fue creada en 1815 como Brabante Meridional, parte del Reino Unido de los Países Bajos. En 1995, se dividió en el Brabante flamenco de habla neerlandesa, el Brabante valón de habla francesa y la región bilingüe de Bruselas-Capital.

## Historia

Mapa de los Países Bajos que incluyen Brabante (amarillo). La frontera entre los Países Bajos Septentrionales y los Meridionales está marcado en rojo.

Después de la derrota de Napoleón en 1815, se creó el Reino Unido de los Países Bajos en el Congreso de Viena, que consiste en territorios que habían sido añadidos a Francia por Napoleón: la antigua República Neerlandesa y los Países Bajos del sur. En el reino recién creado, el antiguo departamento francés de Dyle se convirtió en la nueva provincia de Brabante Meridional, distinguiéndola del Brabante Central (más tarde provincia de Amberes); y de Brabante Septentrional (ahora parte de los Países Bajos), todos con el nombre del antiguo Ducado de Brabante.
Los gobernadores provinciales durante este tiempo fueron:
- 1815-1818: François Joseph Charles Marie de Mercy-Argenteau
- 1818-1823: Philippe d'Arschot Schoonhoven
- 1823-1828: Leonard de Gisignies Bus
- 1828-1830: Hyacinthe van der Fosse

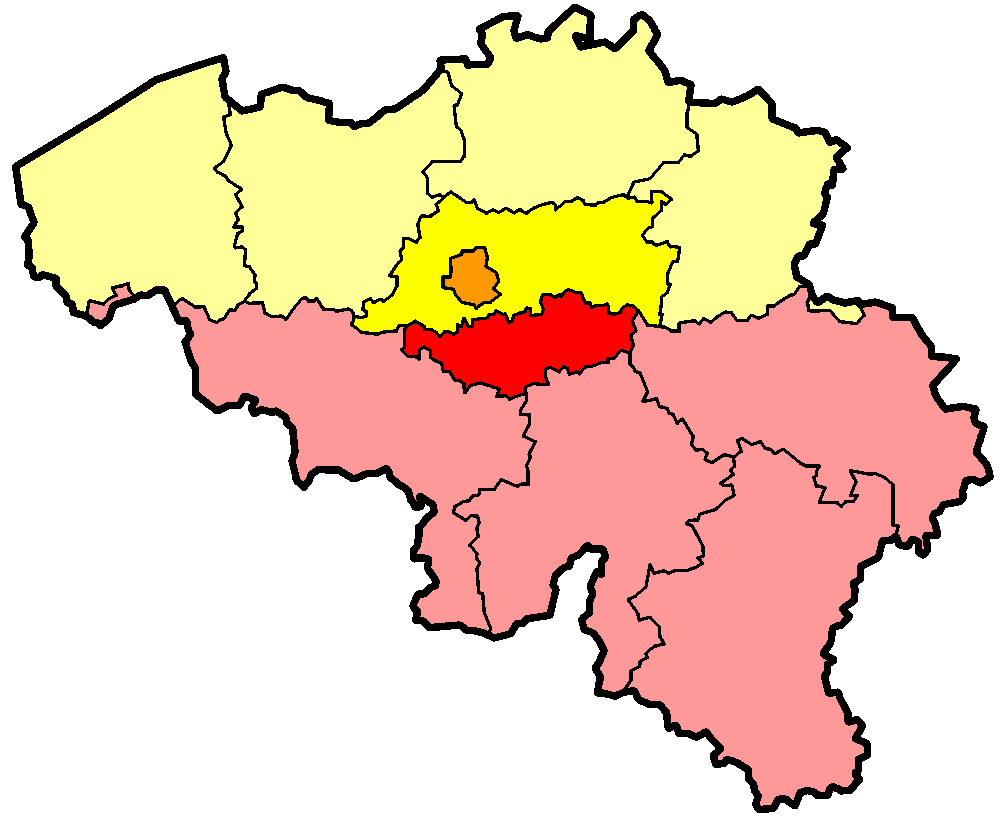
Diagrama de la provincia belga de Brabante, que se dividió en Brabante Flamenco (amarillo brillante), Brabante Valón (rojo brillante) y la región de Bruselas-Capital (naranja).

Después de la Revolución belga de 1830, los Países Bajos del sur (incluidos el sur y el centro de Brabante) se independizaron como Bélgica y luego también como Luxemburgo. La provincia pasó a llamarse simplemente Brabante y se convirtió en la provincia central de Bélgica, con su capital, Bruselas. La provincia contenía tres distritos: Bruselas, Lovaina y Nivelles.
En 1961-1963 se estableció la frontera lingüística, desde la cual la provincia se dividió en una zona de habla neerlandesa, una región de habla francesa y la Bruselas bilingüe. El distrito de Bruselas se dividió para este fin. En 1989, se creó la región de Bruselas-Capital, pero todavía era parte de la provincia de Brabante. En 1995, la provincia de Brabante se dividió en las provincias del Brabante flamenco de habla neerlandesa, el Brabante valón de habla francesa y la región bilingüe de Bruselas. La región de Bruselas-Capital ejerce los poderes de una provincia en su propio territorio.

## Demografía
En comparación, las dos provincias actuales de Brabante, junto con Bruselas, tenían 2.621.275 habitantes en enero de 2011.
| Evolución de la población de la provincia de Brabante |
|                                                       |
| Fuente: NIS Número de habitantes x 1000               |

- 1806 a 1970: censo
- 1980 y 1990: número de habitantes al 1 de enero
- 1994: número de habitantes al 31 de diciembre